# Сабор у Клермону
Папа Урбан II путовао је севером Италије и југом Француске проверавајући расположење локалних поглавара и осигуравајући подршку за крсташки рат. Сабор у Клермону је црквени сабор одржан у Клермону 1095. на папин позив. Папа је на сабору позвао да се крене у крсташки рат за „ослобођење гроба господњег“. Хришћани су одушевљено прихватили позив у рат. Папа је обећавао богат плен ослободиоцима Јерусалима којег су тада држали Селџуци. Крсташи су на своја одела зашивали крстове од црвене тканине, па отуда назив крсташи и крсташки ратови. Хришћани су пошли у Први крсташки рат 1096.

## Говор у Клермону
Из градских општина Клермона дошло је на хиљаде људи, које није могла да прими ниједна дворана, тако да је говор папе Урбана II одржан на отвореном пољу. Пред окупљеним, папа је говорио на француском језику:
| „ | О народе француски! Роде од Бога вољени и изабрани!... Из тамнице јерусалимске и из Константинопоља послат је тужан глас да је један проклети народ, потпуно отуђен од Бога силовито напао земље тих хришћана, и побио многе становнике, пљачкајући и палећи. Они су део заробљеника одвели у своју земљу, док је један број суровим мучењем побијен. Они својом нечистотом скрнаве олтаре, па их онда руше. Сада су царевину Грка раскомадали, и отели тако велику територију да ју је немогуће прећи за два месеца. На коме онда почива тежак задатак да се те неправде освете, и да се та територија поврати, ако не на вама - вама којима је изнад свих осталих Бог поверио изузетну ратничку славу, велику храброст и снагу да уништите моћ оних који вам се одупру? Нека вас охрабре повдвизи ваших предака - сјај и величина Карла Великог и других ваших краљева. Нека вас подстакне Свети гроб нашег Господа и Спаситеља, који сада држе нечисти народи, као и света места која су сада оскрнављена... Нека вас ниједан ваш посед не задржи, нити брига за породичне послове. Јер ова земља коју сада настањујете, затворена са свих страна морем и планинским врховима, сувише је уска за ваше велико становништво; она једва снабдева са довољно хране и оне који је обрађују. Због тога ви убијате и прождирете једни друге, зато водите ратове и зато многи од вас страдају у унутрашњим сукобима. | ” |